# カセグレン焦点

カセグレン式反射望遠鏡反射望遠鏡の光学系模式図

カセグレン焦点（カセグレンしょうてん、英語: Cassegrain reflector）とは、天体望遠鏡などの光学系における、合成焦点を結ぶ観測用焦点のこと。ローラン・カセグレンの名に由来している。

## 概説
カセグレン焦点は、凹面鏡からなる主鏡と双曲面からなる副鏡の合成焦点を結ぶ主焦点観測点のことである。反射式望遠鏡の場合には、いくつかのタイプがある。詳細は、天体望遠鏡の項を参照。凹面鏡は、基本的には放物面（パラボラ面）からなり、その放物面の焦点を、主焦点と呼び、そこに主焦点観測装置が置かれる。しかしながら、主焦点は広い視野を観察する場合は適するものの、高い空間分解能が必要な用途には適さないため、合成焦点を結ぶ様々な方式が考案されている。
もしも光学系において正立像を希望するならば、グレゴリー式という凹面鏡と凹面鏡からなる合成焦点系が用いられる。しかしながら、この方式は視野が狭い、遮蔽率が大きくなるなどの問題点がある。これに対して、主焦点を結ぶ前に、双曲面からなる凸面鏡を設置して、合成焦点を結ぶという方法がある。これを、カセグレン焦点と呼ぶ。

## 応用
カセグレン焦点を得るためには、様々な方法が考案されており、現在は主鏡及び高次補正曲面からなる副鏡の種類によって、いくつかの方式が考案されている。
主鏡の方式がパラボラ面の場合には、クラシカルカセグレン式と呼び、双曲面の副鏡が必要である。それに対して主鏡も双曲面に仕上げた方式をリッチー・クレチアン式と呼ぶ。また主鏡を楕円面、副鏡を球面で簡素化し、周辺像を犠牲にしながらも製作・調整を容易にしたものをドールカーカム方式と呼び、市販されている天体望遠鏡の一部に採用されている。
また主鏡のF値を小さく抑え、主鏡相当の補正板（レンズと呼んでも差し支えない）を搭載し、カセグレン方式の焦点系を持つ望遠鏡の方式を、シュミットカセグレン式と呼び、この望遠鏡の焦点系もカセグレン式と呼ぶ。数多く市販されてきたシュミットカセグレン式は補正板の補正や較正に手間が掛かるため、現在はリッチークレチアン式に置き換えられつつある。
なおシュミットカセグレン式は、シュミット式の高次補正板による広視野角の望遠鏡と合成焦点系による長焦点系を持つ望遠鏡として考案された方式である。

### 技術
- 補償光学

### 学問
- 光学